# 콜룸바누스

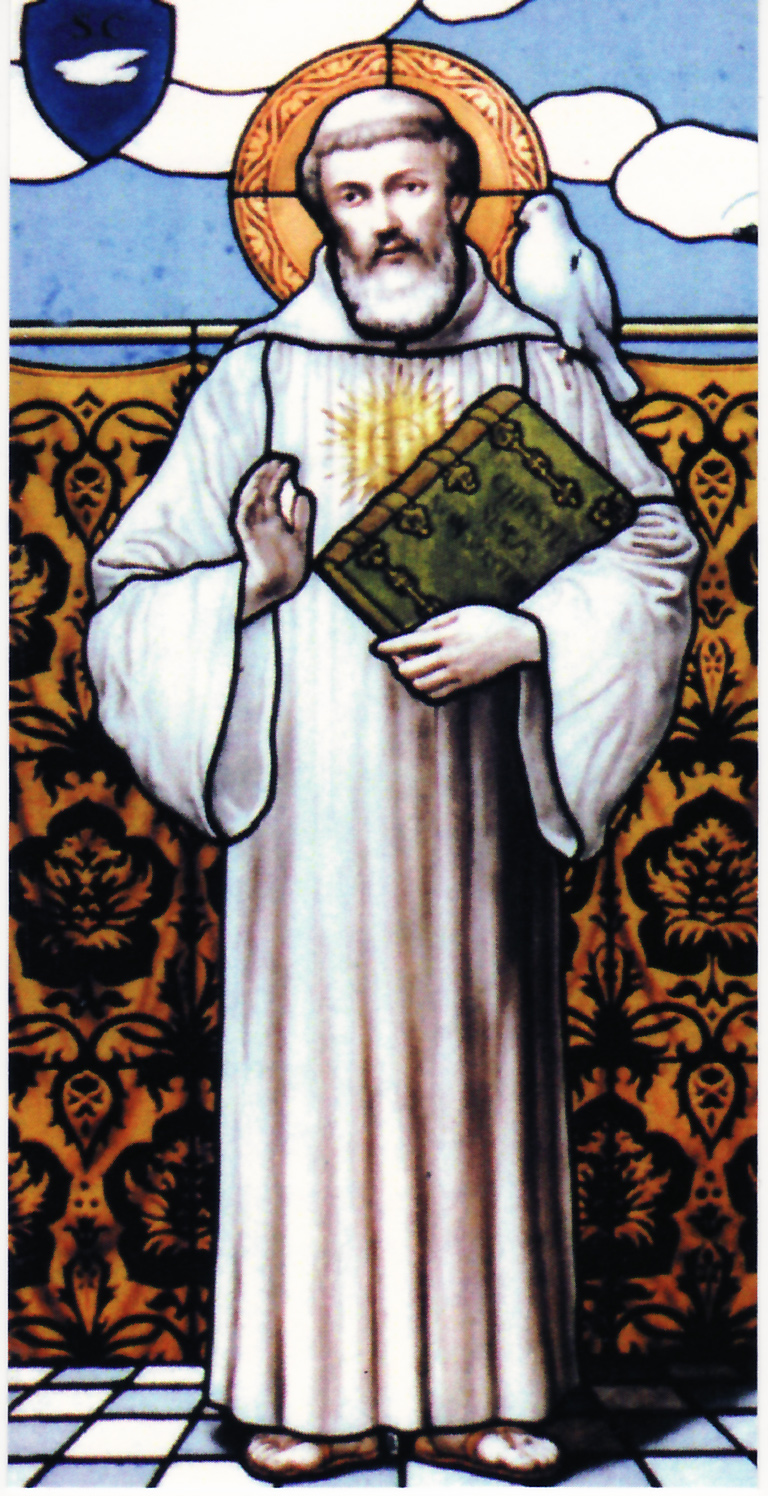

성 콜룸바누스(라틴어: Columbanus) 또는 콜룸반(아일랜드어: Columbán, 543 ~ 615)은 고대 아일랜드 출신의 선교사였다. 590년 이후 유럽 대륙으로 넘어가 프랑크족과 롬바르드족의 왕국에서 포교하면서 많은 수도원을 세운 인물로서, 오늘날 프랑스의 뤽쇠이(Luxeuil) 수도원과 이탈리아의 보비오(Bobbio) 수도원 등이 여전히 이어지고 있다.
1916년 설립된 성골롬반외방선교회와 1924년 설립된 성골롬반외방선교수녀회는 그의 이름을 기린 것이다.